# 마이크 더와인
리처드 마이클 더와인(Richard Michael DeWine, 1947년 1월 5일 ~ )은 미국의 정치인으로 제70대 오하이오주 주지사이다.

## 학력
- 마이애미 대학교 교육학 인문사회 학사
- 오하이오 노던 대학교 법학과 법무박사

## 경력
- 1977 ~ 1981 그린 카운티 검찰
- 1981.01 ~ 1982.12 오하이오주 제10선거구 상원의원
- 1983.01 ~ 1991.01 미국 오하이오 제7선거구 연방하원의원
- 1991.01 ~ 1994.11 제59대 오하이오주 부지사
- 1995.01 ~ 2007.01 미국 오하이오 연방 상원의원
- 2011.01 ~ 2019.01 제50대 오하이오 법무장관
- 2019.01 ~ 2027.01 제70대 오하이오 주지사

## 역대 선거 결과
| 선거명      | 직책명                        | 대수  | 정당   | 득표율  | 득표수      | 결과 | 당락                     |
| ----------- | ----------------------------- | ----- | ------ | ------- | ----------- | ---- | ------------------------ |
| 1982년 선거 | 하원의원 (오하이오 제7선거구) | 98대  | 공화당 | 56.26%  | 87,842표    | 1위  | 오하이오주 하원의원 당선 |
| 1984년 선거 | 하원의원 (오하이오 제7선거구) | 99대  | 공화당 | 76.68%  | 147,885표   | 1위  | 오하이오주 하원의원 당선 |
| 1986년 선거 | 하원의원 (오하이오 제7선거구) | 100대 | 공화당 | 100.00% | 119,238표   | 1위  | 오하이오주 하원의원 당선 |
| 1988년 선거 | 하원의원 (오하이오 제7선거구) | 101대 | 공화당 | 73.88%  | 142,597표   | 1위  | 오하이오주 하원의원 당선 |
| 1990년 선거 | 오하이오 부지사               | 59대  | 공화당 | 55.73%  | 1,938,103표 | 1위  | 오하이오 부지사 당선     |
| 1992년 선거 | 상원의원 (오하이오 제3부)     | 103대 | 공화당 | 42.31%  | 2,028,300표 | 2위  | 낙선                     |
| 1994년 선거 | 상원의원 (오하이오 제1부)     | 104대 | 공화당 | 53.43%  | 1,836,556표 | 1위  | 오하이오주 상원의원 당선 |
| 2000년 선거 | 상원의원 (오하이오 제1부)     | 107대 | 공화당 | 59.90%  | 2,666,736표 | 1위  | 오하이오주 상원의원 당선 |
| 2006년 선거 | 상원의원 (오하이오 제1부)     | 110대 | 공화당 | 43.82%  | 1,761,092표 | 2위  | 낙선                     |
| 2010년 선거 | 오하이오 법무장관             | 50대  | 공화당 | 47.54%  | 1,821,408표 | 1위  | 오하이오주 법무장관 당선 |
| 2014년 선거 | 오하이오 법무장관             | 50대  | 공화당 | 61.50%  | 1,882,048표 | 1위  | 오하이오주 법무장관 당선 |
| 2018년 선거 | 오하이오 주지사               | 70대  | 공화당 | 50.39%  | 2,231,917표 | 1위  | 오하이오 주지사 당선     |
| 2022년 선거 | 오하이오 주지사               | 70대  | 공화당 | 62.41%  | 2,580,424표 | 1위  | 오하이오 주지사 당선     |